# セルゲイ・ポモシュニコフ
セルゲイ・ミハイロヴィチ・ポモシュニコフ（ロシア語: Сергей Михайлович Помошников, ラテン文字転写: Sergey Mikhailovich Pomoshnikov、1990年7月17日 - ）は、ロシア、サマーラ出身の自転車競技（ロードレース）選手。

## 来歴
2010年
- グランプリ・オブ・アディゲ(UCI2.2) 総合59位

2011年
- グランプリ・オブ・アディゲ(UCI2.2) 総合11位
- マヨールカップ(UCI1.2) 27位
- メモリアル・オレグディアチェンコ(UCI1.2) 26位
- グランプリ・オブ・モスクワ(UCI1.2) 86位
- モスクワ5日間レース(UCI2.2) 総合30位
- ロンドンサーリー・サイクル・クラシック 23位

2012年、チーム・カチューシャの下部育成チーム、イテラ・カチューシャに加入。
- グラン・プレミオ・ディ・ルガーノ(UCI1.1) 39位
- トロフェオ・ズシュティ(UCI1.2) 10位
- パリ～トロワ(UCI1.2) 34位
- イストリア・スプリング・トロフィー(UCI2.2) 総合9位
- アレンテージョ一周(UCI2.2)
  - 総合11位
  - ヤングライダー賞 3位
- Le Triptyque des Monts et Châteaux(UCI2.2) 総合31位
- ロンド・ファン・フラーンデレン・エスポワール(1.Ncup) 23位
- Toscana-Terra di ciclismo(2.Ncup) 総合16位
- Circuito del Porto-Trofeo Internazionale Arvedi(UCI1.2) 89位